# Береги (фільм, 1977)
«Береги» — радянський 7-серійний художній телефільм, знятий Другим творчим об'єднанням на кіностудії «Грузія-фільм» у 1977—1978 роках, драма. Знятий за романом Чабуа Аміреджібі «Дата Туташхіа». Виходив також під назвою «Дата Туташхіа» (груз. დათა თუთაშხია).

## Сюжет
Епічна драма про життя народного месника, абрека Дата Туташхіа. Події фільму розгортаються в дореволюційний час в Грузії (приблизно 1900—1910 роки). Дата Туташхіа, простий селянин, приютивши біглого російського революціонера, входить в конфлікт з владою і з самим буденним життям і стає розбійником. Він нападає і грабує багатих людей і захищає бідних. На противагу — його двоюрідний брат полковник Мушні Зарандіа (Тенгіз Арчвадзе) робить блискучу кар'єру як чиновник і поліцейський. Шеф Мушні, генерал жандармерії граф Сегеді цінує його, але не довіряє по-справжньому, підозрюючи, що родинний зв'язок заважає підлеглому виконувати обов'язок. Протистояння братів проходить основною сюжетною ниткою через всю картину. Близькі стосунки довгі роки пов'язують Дата Туташхіа і Бечуні Пертіа, з якою він змушений зустрічатися таємно. Різні люди і сили намагаються схилити Дата на свою сторону, залучити до політики, але він відчайдушно намагається зберегти незалежність в цьому суворому світі.

## У ролях
- Отар Мегвінетухуцесі — Дата Туташхіа
- Георгій Харабадзе — Каза Чхетіа
- Отар Зауташвілі — ув'язнений
- Бухуті Закаріадзе — Дуру
- Сесілія Такайшвілі — Асінета
- Давид Абашидзе — Сетурі
- Леван Пілпані — Бодго Квалтава
- Іполит Хвічіа — Булава
- Лія Еліава — Тіко Орбеліані
- Отар Коберідзе — Сахнов
- Гіві Берікашвілі — Коста Дастурідзе
- Нодар Мгалоблішвілі — Чола Саганелідзе (6 серія)
- Тенгіз Арчвадзе — Мушні Зарандіа
- Зураб Капіанідзе — Бекар Джейранашвілі
- Юрі Ярвет — граф Сегеді
- Акакій Васадзе — Мордохай
- Гурам Пірцхалава — Ража Сарчімеліа
- Імеда Кахіані — Гогі Цуладзе
- Юхим Байковський — намісник
- Софіко Чіаурелі — Нано Тавкелішвілі
- Карло Саканделідзе — Нікандро Кіліа
- Руслан Мікаберідзе — жандарм Швангірадзе
- Василь Чхаїдзе — Табагарі
- Георгій Гегечкорі — Сандро Карідзе
- Володимир Гуляєв — Комодов
- Георгій Данелія — агент жандармерії
- Кетеван Кікнадзе — Бечуні Пертіа
- Гурам Сагарадзе — Іраклій Хурцидзе, адвокат, князь (4 серія)
- Георгій Сагарадзе — Магалі Зарандіа, батько Кости і Мушні (1, 5 і 6 серії)

### Озвучування
- Всеволод Абдулов — Дата Туташхіа
- Юрій Чекулаєв — Мушні Зарандія
- Володимир Дружников — Чола Саганелідзе
- Марія Виноградова — Нано Тавкелішвілі; Бечуні Пертіа
- Олег Мокшанцев — полковник Сехнієв
- Юрій Саранцев — Кажа Булава; Дігва; Коста Дастурідзе

## Знімальна група
- Режисери: Гізо Габескірія, Гіга Лордкіпанідзе
- Монтажер: Василь Доленко
- Сценарист: Чабуа Аміреджібі
- Оператор: Леван Намгалашвілі
- Композитори: Джансуг Кахідзе, Бідзіна Квернадзе
- Художник: Кахі Хуцишвілі